# 長野県高等学校一覧
| 総数                        | 97校・3分校      |
| 国立                        | （1校）          |
| 公立                        | 80校・3分校      |
| 私立                        | 17校             |
| 教育委員会所在地            | 〒380-8570       |
| 長野市大字南長野字幅下692-2 |                  |
| 公式サイト                  | 長野県教育委員会 |

長野県高等学校一覧（ながのけん こうとうがっこう いちらん）は、長野県の高等学校および中等教育学校の一覧。
注意：長野県の県立高等学校の正式名称は、高等学校設置条例（昭和39年3月30日長野県条例第64号）第2条の定める学校名により、北海道の公立高等学校や宮城県の県立高等学校同様に「立」が付かない「長野県○○高等学校」であることに注意されたい。
全日制課程の存在しない高等学校については、定時制は「○○高等学校｛定時制｝」通信制は「○○高等学校｛通信制｝」定時制・通信制共に存在する場合は、定時制表記で記載する。

## 県立高等学校
以下の通学区域は全て、長野県立高等学校の通学区域に関する規則（昭和48年11月15日教育委員会規則第10号）第2条の定めによる。
同条の特別の定めにより、総合学科を置く高等学校の通学区は県内全域である。また3条の定めにより、隣接学区の高校も志願可能なため、総合学科以外で学区制限を受けるのは実質第1学区と第3学区の学区間相互のみである。
かつては12学区あったが、2004年（平成16年）度入試より4学区に再編された。

### 第1学区
飯山市、中野市、長野市、須坂市、千曲市などの北信地方が該当する。（旧1 - 4学区）
- 長野県飯山高等学校
- 長野県下高井農林高等学校
- 長野県中野西高等学校
- 長野県須坂創成高等学校
- 長野県須坂東高等学校
- 長野県須坂高等学校
- 長野県長野高等学校
- 長野県長野吉田高等学校
  - 戸隠分校｛定時制｝
- 長野県長野西高等学校
  - 中条校（分校）
- 長野県長野東高等学校
- 長野県長野工業高等学校
- 長野県長野商業高等学校
- 長野県北部高等学校
- 長野県屋代高等学校
- 長野県篠ノ井高等学校
  - 犀峡校（分校）
- 長野県松代高等学校
- 長野県長野南高等学校
- 長野県更級農業高等学校
- 長野県屋代南高等学校
- 長野県坂城高等学校

### 第2学区
上田市、東御市、小諸市、佐久市などの東信地方が該当する。（旧5、6学区）
- 長野県上田高等学校
- 長野県上田染谷丘高等学校
- 長野県上田千曲高等学校
- 長野県上田東高等学校
- 長野県東御清翔高等学校｛定時制｝
- 長野県小諸高等学校
- 長野県小諸商業高等学校
- 長野県蓼科高等学校
- 長野県長野西高等学校望月サテライト校｛通信制｝
- 長野県岩村田高等学校
- 長野県佐久平総合技術高等学校
- 長野県小海高等学校
- 長野県軽井沢高等学校
- 長野県野沢北高等学校
- 長野県野沢南高等学校

### 第3学区
諏訪市、茅野市、岡谷市、伊那市、駒ヶ根市、飯田市などの南信地方が該当する。（旧7 - 9学区）
- 長野県岡谷工業高等学校
- 長野県岡谷東高等学校
- 長野県岡谷南高等学校
- 長野県下諏訪向陽高等学校
- 長野県諏訪実業高等学校
- 長野県諏訪清陵高等学校
- 長野県諏訪二葉高等学校
- 長野県茅野高等学校
- 長野県富士見高等学校
- 長野県辰野高等学校
- 長野県箕輪進修高等学校｛定時制｝
- 長野県上伊那農業高等学校
- 長野県高遠高等学校
- 長野県伊那北高等学校
- 長野県伊那弥生ヶ丘高等学校
- 長野県赤穂高等学校
- 長野県駒ヶ根工業高等学校
- 長野県松川高等学校
- 長野県飯田高等学校
- 長野県飯田OIDE長姫高等学校
- 長野県飯田風越高等学校
- 長野県下伊那農業高等学校
- 長野県阿智高等学校
- 長野県阿南高等学校

### 第4学区
松本市、塩尻市、大町市、安曇野市、木曽郡などの中信地方が該当する。（旧10 - 12学区）
- 長野県木曽青峰高等学校
- 長野県田川高等学校
- 長野県梓川高等学校
- 長野県松本県ヶ丘高等学校
- 長野県松本蟻ヶ崎高等学校
- 長野県松本工業高等学校
- 長野県松本筑摩高等学校｛定時制｝
- 長野県松本深志高等学校
- 長野県松本美須々ヶ丘高等学校
- 長野県明科高等学校
- 長野県豊科高等学校
- 長野県南安曇農業高等学校
- 長野県穂高商業高等学校
- 長野県池田工業高等学校
- 長野県大町岳陽高等学校
- 長野県白馬高等学校

### 全県区（総合学科設置校）
- 長野県中野立志館高等学校
- 長野県丸子修学館高等学校
- 長野県塩尻志学館高等学校
- 長野県蘇南高等学校

### 「県立」ではない理由
長野県の県立高等学校の正式名称は、上述のように「県立」ではない「長野県○○高等学校」である。
明治時代には「県立」を名乗っていたが、1920年（大正9年）の県令第38号によって県立学校から「立」の字を削除すると命令された。
この理由について、長野県教育委員会によれば当時の経緯は定かではないという。
同県で教育長を務めた山口利幸は「確たる理由は分からないが、公私立ともに公教育を担う中で、官製の権威付けともとられかねない『県立』という呼び方を排したのだろう」と語った。
また同県教育委員会高校教育課の担当者も「当時は市町村立や学校組合立の高校もあり、それが順々に県立に編入されていった経過がある。県独自の高校ではなく、県民と協働して高校をつくっていくといった意味合いがあったのではないか」と推測した。

## 市立高等学校
- 長野市立長野高等学校（旧：長野市立皐月高等学校）

## 国立高等専門学校
- 長野工業高等専門学校

## 私立高等学校および私立中等教育学校

### 長野市
- 長野清泉女学院高等学校
- 長野俊英高等学校
- 長野女子高等学校
- 長野日本大学高等学校
- 文化学園長野高等学校
- ステップ高等学校｛通信制｝

### 松本市
- エクセラン高等学校
- 信濃むつみ高等学校｛通信制｝
- 松本国際高等学校 ※全日制・通信制併設
- 松商学園高等学校
- 松本第一高等学校
- 松本秀峰中等教育学校

### 上田市
- 上田西高等学校
- さくら国際高等学校｛通信制｝
- コードアカデミー高等学校｛通信制｝

### 飯田市
- 飯田女子高等学校 ※全日制・通信制併設

### 伊那市
- 伊那西高等学校

### 茅野市
- 東海大学付属諏訪高等学校

### 塩尻市
- 東京都市大学塩尻高等学校

### 佐久市
- 佐久長聖高等学校
- 地球環境高等学校｛通信制｝

### 東御市
- ID学園高等学校｛通信制｝

### 北佐久郡

#### 軽井沢町
- ユナイテッド・ワールド・カレッジISAKジャパン

### 上伊那郡

#### 辰野町
- つくば開成高等学校｛通信制｝

### 下伊那郡

#### 天龍村
- 天龍興譲高等学校｛通信制｝

### 東筑摩郡

#### 筑北村
- 日本ウェルネス長野高等学校

### 木曽郡

#### 南木曽町
- 緑誠蘭高等学校｛通信制｝